# Nomada moeschleri
Nomada moeschleri là một loài Hymenoptera trong họ Apidae. Loài này được Alfken mô tả khoa học năm 1913.